# Melaleuca viminea
Melaleuca viminea är en myrtenväxtart som beskrevs av John Lindley. Melaleuca viminea ingår i släktet Melaleuca och familjen myrtenväxter.

## Underarter
Arten delas in i följande underarter:
- M. v. appressa
- M. v. demissa
- M. v. viminea